# Aliança Evangélica Mundial
A Aliança Evangélica Mundial (AEM) (em Inglês: World Evangelical Alliance) é uma organização interdenominacional de igrejas evangélicas, que trabalha com as igrejas locais ao redor do mundo, desenvolvendo e suportando trabalho evangelísticos em suas comunidades. A sede está localizada em Deerfield (Illinois), Estados Unidos. Seu líder é o pastor zimbabuense Goodwill Shana.

## História
A organização tem suas origens na Evangelical Alliance, uma organização britânica fundada em 1846 por 52 denominações evangélicas em Londres, Inglaterra. Em 1951, a World Evangelical Fellowship foi fundada por líderes evangélicos de 21 países na primeira assembleia-geral em Woudschoten (Zeist) na Holanda.  Em 2001, após a Assembleia Geral em Kuala Lumpur, a Comunidade Evangélica Mundial tornou-se novamente a Aliança Evangélica Mundial.  Em 2006, ela abriu um escritório na ONU em Genebra, que se somou a Nova York. Em 2018, estabeleceu sua sede em Deerfield (Illinois), Estados Unidos.  Em abril de 2024, o pastor zimbabuense Goodwill Shana se torna presidente executivo. 

## Estatísticas
Em 2025, a WEA reuniu 143 alianças nacionais de igrejas que teriam 600 milhões de crentes. Além disso, a WEA inclui apenas uma certa porcentagem de igrejas evangélicas, já que algumas igrejas não são membros de uma denominação cristã ou aliança nacional. 

## Crenças
A Aliança tem uma confissão de fé evangélica. 

## Governança
A governança da organização é assegurada por um Secretário Geral e secretários regionais nas 9 regiões membros continentais. 

## Comissões
Em 1974, a WEA cria 6 comissões para melhor cumprir seus mandatos.
- Engajamento de Alianças: Fortalecer as alianças evangélicas existentes e criar novas.

- Engajamento da Igreja: Fornecer programas e recursos para igrejas para diferentes grupos sociais.

- Engajamento Público: Defender a migração e os refugiados, a paz.

- Advocacia global: Coordenar parcerias com organizações internacionais, como a ONU.

- Teologia Global: Refletindo sobre tópicos de teologia evangélica e questões de importância para igrejas e sociedade ao redor do mundo, monitorando liberdade religiosa.

- Testemunho Global: Coordenando atividades de evangelismo.

## Participação Ecumênica
Em 1977, a Aliança Evangélica Mundial iniciou um diálogo ecumênico entre a Igreja Católica Romana.  A Aliança participou na Conferencia 2010 de Edimburgo, o encontro marcou o centenário da Conferência Missionária Mundial 1910. No domingo, 17 de outubro de 2010, Olav Fykse Tveit, secretário-geral do CMI, fez o convite para a 3ª Conferência Lausanne. No discurso, ele disse: "somos chamados a participar da única missão de Deus". O diretor internacional da Aliança Evangélica Mundial, Geoff Tunnicliffe, e outros líderes da AEM foram envolvidos em cada nível no desenvolvimento do programa, e ajudaram a escolher os seus participantes. Em 22 de janeiro de 2015, o CMI e a AEM anunciaram planos para uma cooperação mais estreita, adoração e testemunho.

## Críticas

### Negligência da igreja sofredora na China
Em 2015, a AEM foi criticada por sua avaliação positiva da situação das igrejas na China, depois de se reunir com representantes do governo aprovado. China Aid e Church in Chains afirmou: "Existem muitos cristãos na China que não são livres para adorar, não têm Bíblias própria e não têm liberdade para organizar os seus próprios assuntos e esta situação não é mencionado no seu comunicado de imprensa. Nossa preocupação é que você virou as costas para estes irmãos e irmãs." Um caso exemplar de abuso foi o do uigur cristão preso, Alimujiang Yimiti , foi levantada na crítica. A AEM não respondeu em detalhes.